# Балканська Антанта
Балка́нська Анта́нта — воєнно-політичний союз Грецької республіки, Румунського королівства, Королівства Югославія та Туреччини, створений 1934 року за ініціативи Французької республіки, підтриманої Великою Британією, з метою збереження територіального status quo на Балканах. Балканська Антанта була тісно пов'язана з Малою Антантою і являла собою частину французької системи союзів у Європі.

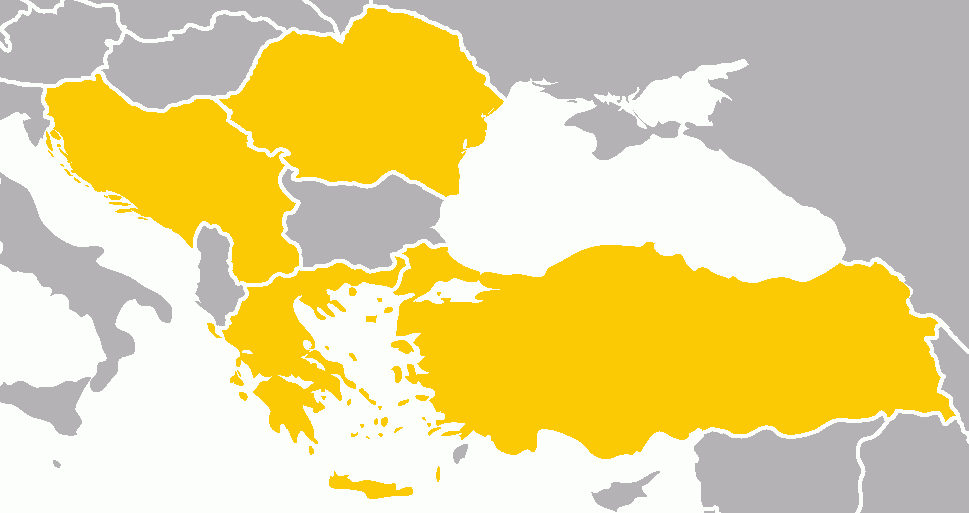
Країни-учасниці

## Історія створення та діяльності
Франція й безпосередні учасниці угоди були стурбовані посиленням експансіоністської політики Італії та Німеччини.
Безпосередньо перед підписанням угоди про створення Балканської Антанти було укладено двосторонні угоди між Туреччиною та іншими членами союзу: турецько-грецька у вересні, турецько-румунська у жовтні і турецько-югославська в листопаді 1933 року.
Підписання угоди про створення Балканської Антанти відбулося 9 лютого 1934 року в Афінах.
Угодою передбачалась можливість приєднання до союзу, за згодою усіх сторін, Болгарії та Албанії, проте ці країни відмовилися від пропозиції.
До угоди додавався таємний протокол, що передбачав надання країнами-учасницями допомоги у випадку нападу на одну з них (це положення не поширювалося на випадок нападу на азійські кордони Туреччини).
З початком Другої світової війни дехто з учасників союзу став союзником Німеччини, а інші були окуповані, що призвело до припинення його діяльності.